# Diostracus naegelei
Diostracus naegelei är en tvåvingeart som beskrevs av Negrobov 1978. Diostracus naegelei ingår i släktet Diostracus och familjen styltflugor. Inga underarter finns listade i Catalogue of Life.